# Шоу, Мартин
Ма́ртин Шоу (англ. Martin Shaw; род. 21 января 1945, Бирмингем, Англия) — британский актёр театра, кино и телевидения. Известен своими ролями в телесериалах «Профессионалы», «Судья Джон Дид», «Инспектор Джордж Джентли». Лауреат театральной премии «Драма Деск».

## Биография
Детство Мартина Шоу прошло в пригороде Бирмингема — Эрдингтоне, где он жил до 11 лет, а затем в Саттон-Колфилде. По его словам, он впервые участвовал в любительском спектакле вместе с родителями, Джо и Фрэнком, в трёхлетнем возрасте. У него есть младший брат — Джем (род. 1952), консультант по маркетингу. Его отец был инженером, мать — танцовщицей бальных танцев. Мартин учился в Great Barr School, одним из его одноклассников был Стив Уинвуд.
На уроках Шоу преуспел в изучении английской литературы и драмы, увлёкся Шекспиром. В шестнадцать лет ему была предложена учебная стипендия в Бирмингемской школе драмы, но он от неё отказался и начал искать работу. Некоторое время молодой человек трудился торговым агентом в металлообрабатывающей фирме, а также участвовал в представлениях местной театральной труппы комедии дель арте Pied Piper Players. В 1963 году Шоу переехал в Лондон, решив продолжить образование в Лондонской академии музыкального и драматического искусства. Во время обучения служил помощником режиссёра в театрах — Queen’s Theatre (Hornchurch) и Bristol Old Vic.

### Карьера актёра
С конца 1960-х годов Шоу играл ключевые роли в театральных постановках Вест-Энда: в перечне его работ Клифф Льюис в пьесе «Оглянись во гневе» («Ройал-Корт» / «Критерион», 1968); Аттило в пьесе «Суббота, воскресенье, понедельник» (Национальный театр, 1973); Стэнли Ковальски в пьесе «Трамвай „Желание“» на сцене театра Пикадилли в 1974 году. Позже актёр отмечал, что роль Ковальски стала поворотным моментом в его карьере.
В 1985 году Шоу изобразил Элвиса Пресли в музыкальной постановке Are You Lonesome Tonight? по одноимённой пьесе Алана Близдейла, в которой рассказывается история последних нескольких часов жизни певца. Спектакль шёл в Лондоне, а затем с турне — в Сиднее и Мельбурне в Австралии.
С 1992-го в течение нескольких лет Мартин Шоу выступал в роли лорда Горинга в «Идеальном муже» в театрах Вэст-Энда и на Бродвее, что в результате привело его к номинации на американскую премию «Тони» и награждению «Драма Деск».
Сниматься на телевидении Шоу начал с 1967 года; первая заметная работа — участие в сериале «Улица коронации», где он сыграл студента-хиппи Роберта Крофта. По-настоящему популярным среди британских телезрителей актёр стал после того, когда в 1977-м на телеканале ITV вышел криминальный сериал «Профессионалы». Мартину досталась роль Рэя Дойла, агента вымышленной службы Criminal Intelligence 5, в качестве его напарника и друга, агента Боди, выступил Льюис Коллинз. Секретная служба CI5 под руководством Джорджа Коула (Гордон Джексон) была создана по приказу министра внутренних дел для борьбы любыми силовыми мерами с особо опасными преступлениями, как терроризм, заказные убийства, расизм, шпионаж. Серия «Члены клана» (англ. Klansmen) из первого сезона никогда не была показана по британскому эфирному телевидению из-за цензурных соображений. Сериал имел пять сезонов (всего 57 серий), финальный эпизод вышел в феврале 1983 года.
Шоу снялся в двух биографических мини-сериалах. В 1985 году на ITV вышли семь серий «Последнего места на Земле», в котором он играл полярного исследователя Роберта Фалкона Скотта. Через 11 лет он предстал в образе южноафриканского политика и бизнесмена Сесиля Джона Родса в одноимённом восьмисерийном мини-сериале BBC, который снимался в ЮАР.
С 2001-го по январь 2007 года на телеканале BBC One демонстрировался сериал «Судья Джон Дид» с Мартином Шоу в главной роли. В шести сезонах этой судебной процедурной драмы рассматривались разнообразные актуальные проблемы социальной справедливости и морали, вопросы медицины, защиты экологии и влияния на здоровье техногенных факторов. Один из эпизодов пятого сезона о безопасности вакцинации (англ. MR vaccine) был тоже отменён к показу на телевидение из-за его спорности.
В череде его других значительных персонажей, также связанных с работой в правоохранительных органах, главный констебль Алан Кэйд в сериале «Шеф» (ITV, 1993—1995) и коммандер полиции Адам Далглиш в экранизации BBC двух романов Филлис Дороти Джеймс («Смерть в духовном сане» и «Комната убийств»). С 2007-го по 2017 год Мартин снимался в роли старшего инспектора Джорджа Джентли в одноимённом сериале.
В ноябре-декабре 2008 года на BBC был показан мистический мини-сериал об экзорцизме «Явления», в котором Шоу исполнил ведущую роль — священника, отца Джейкоба.
В кино Мартин Шоу снимается редко. Наиболее известная его роль — Банко в фильме «Макбет» Романа Полански 1971 года.
Среди работ актёра — участие в съёмках различных документальных фильмов и озвучивание аудиокниг, в том числе «Хоббит» и «Сильмариллион» Толкина, «Путешествие Гулливера» Свифта, «Грозовой перевал» Эмили Бронте.
В декабре 2006 года он стал участником шестисерийного шоу под названием «Мартин Шоу: Авиаторы», снимавшемся в режиме реального времени на телеканале Discovery Real Time.

### Личная и общественная жизнь
В молодости в результате пьяной драки Шоу получил серьёзную травму лица с повреждением правой скуловой кости, что потребовало хирургического восстановления.
С 1971 года он стал последователем Чаран Сингха, гуру духовной традиции сант мат: это означало применение лакто-вегетарианской диеты, медитации и йоги, отказ от алкоголя и других изменяющих сознание наркотиков. Актёр предпочитает жить в сельской местности, в Норфолке, а также владеет хутором в Хайленде.
Мартин Шоу является активистом за права и благополучие животных. Он — покровитель благотворительной организации Sanctuary Hillside (Норфолк), которая обеспечивает безопасный дом для безнадзорных животных и жертв жестокого обращения; один из патронов фонда Born Free. Он также поддерживает вегетарианское общество за права животных Viva!.
В различных интервью Шоу с готовностью делится своей страстью к старинным самолётам и авиаторству в целом. С 1991 года он имеет лицензию частного пилота. В течение нескольких лет владел бипланом Stearman Boeing PT-17 Kaydet (G-BAVO) 1945 года, теперь летает на Piper J-3C-65 Cub (G-BFBY). С юности водит мотоцикл.
Мартин Шоу был трижды женат.
От первой жены, актрисы Джилл Аллен, на которой он женился в 1968 году, имеет трёх детей, тоже избравших артистическую карьеру: двух сыновей — Люка (род. 1969) и Джо (род. 1972), дочь — Софи (род. 1974). Со своим вторым сыном Джо он снимался вместе в «Родсе» и «Судье Джоне Диде». В спектакле «Человек на все времена» (2005—2006), где он играл Томаса Мора, Софи выступила в роли дочери его героя — Маргарет. Старший сын, Люк, участвовал с отцом в спектаклях «Деревенская девушка» (2010—2011) и «12 разгневанных мужчин» (2013—2014), а также был задействован в «Судье Диде».
Со второй женой (в браке с 1982 года) — Мэгги Мансфилд, медсестрой и врачом нетрадиционной медицины — Шоу развёлся в 1992 году.
Третья жена (в браке с 1996 года) — Вики Кимм, телеведущая, активист-эколог и пилот.
С 2006 года в СМИ сообщают, что его четвёртой партнёршей стала Карен Да Сильва, учитель йоги.
На гастролях в Шрусбери 18 августа 2010 года Мартин Шоу испытал коллапс (вследствие осложнения инфекционного заболевания) во время исполнения первого акта спектакля «Деревенская девушка». Через несколько дней он полностью восстановился.
В одиннадцатом сезоне документального сериала «Родословная семьи» (эпизод от 18 сентября 2014 года) были исследованы корни семьи Шоу со стороны отцовской линии.

## Роли в театре
- 1968 — «Оглянись во гневе» Дж. Осборна — Ройал-Корт / театр «Критерион» — Клифф Льюис
- 1969—1970 — «The Contractor» Д. Стори — Ройал-Корт / театр «Фортуна» — Пол
- 1970 — «The Battle of Shrivings» П. Шеффера — Лирический театр — Давид
- 1970 — «Рак»[49] М. Веллера[англ.] — Ройал-Корт — Боб
- 1973 — «Вакханки» Еврипида — Королевский национальный театр / Олд Вик — Дионис[50]
- 1973—1974 — «Суббота, воскресенье, понедельник» Э. де Филиппо — Королевский национальный театр / Олд Вик — Аттило[51]
- 1974 — «Трамвай „Желание“» Т. Уильямса — театр Пикадилли — Стэнли Ковальски
- 1975 — «Фрёкен Юлия» А. Стриндберга — театр Гринвич — Ян
- 1976 — «Teeth 'n' Smiles» Д. Хэара[англ.] — театр Уиндема — Артур
- 1981—1982 — «Они играют нашу песню», мюзикл М. Хэмлиша — театр Шефтсбери — Вернон Греш
- 1983—1984 — «Деревенская девушка» К. Одетса — театр «Аполло» — Берни Додд
- 1985—1986 — «Are You Lonesome Tonight?» А. Близдейла[англ.] — театр «Феникс» — Элвис Пресли
- 1987—1988 — «Большой нож» К. Одетса — театр Элбери — Чарльз Касл
- 1990—1991 — «Чужие деньги» Дж. Стернера[англ.] — Лирический театр — Гарфинкель
- 1990—1991 — «Предательство» Г. Пинтера — театр Алмейда — Роберт
- 1991—1992 — «Sienna Red» C. Полякова — театр «Ричмонд» / театр «Александра» (Бирмингем) — Гарри
- 1992—1993 — «Идеальный муж» О. Уайльда — театр «Глобус» — лорд Горинг
- 1994 — «Rough Justice» Т. Фрисби[англ.] — театр «Аполло» — Джеймс Хайвуд[52][53]
- 1996—1997 — «Идеальный муж» — Haymarket Theatre / Олд Вик / Гилгуд-театр — лорд Горинг[54][55]
- 1998 — «Головокружение» Буало-Нарсежак — Королевский театр (Виндзор) — Роджер Флавиас[56]
- 2005—2006 — «Человек на все времена» Р. Болта — Haymarket Theatre — сэр Томас Мор[57]
- 2010—2011 — «Деревенская девушка» — театр «Аполло» — Фрэнк Элджин[4][58][59][60]
- 2013—2014 — «12 разгневанных мужчин» Р. Роуза — Бирмингемский репертуарный театр / The Garrick Theatre — присяжный № 8[61][62][63]
- 2016 — «Выбор Хобсона» Г. Бригхауса — Theatre Royal Bath / Vaudeville Theatre — Генри Горацио Хобсон[64]
- 2017—2018 — «Самый достойный» Гора Видала — The Theatre Royal, Windsor — Уильям Рассел[65]

## Фильмография
| Год       |    | Русское название                                               | Оригинальное название                                | Роль                           |
| --------- | -- | -------------------------------------------------------------- | ---------------------------------------------------- | ------------------------------ |
| 1967      | с  | Пьеса недели на ITV (сезон 12, эпизод 20; сезон 13, эпизод 10) | ITV Play of the Week (#12.20; #13.10)                | О'Лири; Арнольд Чемпион        |
| 1967      | с  | Детектив Секстон Блэйк                                         | Sexton Blake                                         | Пит Рейндес                    |
| 1967—1968 | с  | Улица коронации                                                | Coronation Street                                    | Роберт Крофт                   |
| 1967—1968 | с  | Сити'68 (сезон 1, эпизод 2; сезон 2, эпизод 7)                 | City 68 (#1.2; #2.7)                                 | Энди Блэйк; Джордж Лиаз        |
| 1968      | с  | Глас народа (Строго конфиденциально)                           | Public Eye (Strictly Private and Confidential)       | Рон Бэкер                      |
| 1968      | с  | Убежище (сезон 2, эпизод 1)                                    | Sanctuary (#2.1)                                     | Джерри Ризон                   |
| 1969      | с  | Домашний доктор                                                | Doctor in the House                                  | Хью Эванс                      |
| 1969      | с  | Отчёт Стрэнджа (12 эпизод)                                     | Strange Report (#1.12)                               | Сави                           |
| 1969      | с  | Театр субботней ночью на ITV (В двух футах над землёй)         | ITV Saturday Night Theatre (Two Feet Off the Ground) | Норм                           |
| 1969      | с  | Отдел по борьбе с мошенничеством (сезон 1, эпизод 5)           | Fraud Squad (#1.5)                                   | Марчмонт                       |
| 1970      | с  | Свадебная машина (Кто спит на правом боку?)                    | The Mating Machine (Who Sleeps on the Right?)        | Фрэнк                          |
| 1970      | с  | Театр субботней ночью на ITV (Гамлет)                          | ITV Saturday Night Theatre (Hamlet)                  | Горацио                        |
| 1971      | с  | Доктор возвращается (21 эпизод)                                | Doctor at Large (#1.21)                              | Хью Эванс                      |
| 1971      | ф  | Макбет                                                         | The Tragedy of Macbeth                               | Банко                          |
| 1971      | с  | Театр сегодня (Голубятник)                                     | Play for Today (The Pigeon Fancier)                  | Брайан                         |
| 1972      | с  | Злодеи                                                         | Villains                                             | Монти Паркин                   |
| 1973      | тф | Ахиллесова пята                                                | Achilles Heel                                        | Дэйв Ирвин                     |
| 1973      | с  | Хелен: Современная женщина                                     | Helen: A Woman of Today                              | Фрэнк Тулли                    |
| 1973      | ф  | Золотое путешествие Синдбада                                   | The Golden Voyage of Sinbad                          | Рашид                          |
| 1974      | с  | Пьеса месяца на BBC (Электра)                                  | BBC Play of the Month (Electra)                      | Орест                          |
| 1975      | с  | Барлоу. По особым поручениям (4 сезон, 5 серия)                | Barlow at Large (#4.5)                               | Стэфан Боровски                |
| 1975      | ф  | Операция «Восход»                                              | Operation: Daybreak                                  | Карел Чурда                    |
| 1975      | с  | Пьеса месяца на BBC (Бесплодные усилия любви)                  | BBC Play of the Month (Love's Labour's Lost)         | Фердинанд, король Наварры      |
| 1976      | с  | Бестии / Звери (Дружище)                                       | Beasts (Buddy Boy)                                   | Дэйв                           |
| 1977      | с  | Юбилей (Наш малыш)                                             | Jubilee (Our Kid)                                    | Пол                            |
| 1977      | с  | Герцогиня из Дьюк Стрит (2 сезон, 1 серия)                     | The Duchess of Duke Street (#2.1)                    | Артур                          |
| 1977      | с  | Автомобили Z (12 сезон, 12 серия)                              | Z Cars (#12.12)                                      | Грэхам Моффат                  |
| 1977      | с  | Новые мстители (2 сезон, 5 эпизод)                             | The New Avengers (#2.5)                              | Ларри                          |
| 1977—1983 | с  | Профессионалы                                                  | The Professionals                                    | Рэй Дойл                       |
| 1980      | тф | Кофе со сливками                                               | Cream in My Coffee                                   | Джек Бутчер                    |
| 1982      | тф | Ист Линн                                                       | East Lynne                                           | Арчибальд Карлайл              |
| 1983      | тф | Собака Баскервилей                                             | The Hound of the Baskervilles                        | сэр Генри                      |
| 1984      | ф  |                                                                | Facelift                                             | Закс                           |
| 1985      | мс | Последнее место на Земле                                       | The Last Place on Earth                              | Роберт Скотт                   |
| 1986      | с  | Робин из Шервуда: Крест святого Кирика (3 сезон, 6 серия)      | Robin of Sherwood (#3.6)                             | профессиональный нищий (камео) |
| 1988      | тф | Интрига                                                        | Intrigue                                             | Росков                         |
| 1988      | тф | Самый опасный человек в мире                                   | The Most Dangerous Man in the World                  | Сулейман                       |
| 1989      | ф  | Лестница из мечей                                              | Ladder of Swords                                     | Дон Димарко                    |
| 1989      | мс | Кэссиди                                                        | Cassidy                                              | Джеймс Гриффин                 |
| 1990      | тф | Кто бомбил Бирмингем?                                          | The Investigation: Inside a Terrorist Bombing        | Иэн Макбрайд                   |
| 1991      | мс | Ради общего блага                                              | For the Greater Good                                 | Питер Боллиол                  |
| 1992      | с  |                                                                | Screen One (Black and Blue)                          | Майк Барклай                   |
| 1993—1995 | с  | Шеф                                                            | The Chief                                            | Алан Кэйд                      |
| 1996      | мс | Родс                                                           | Rhodes                                               | Сесиль Родс                    |
| 1999      | с  | Багряный первоцвет                                             | The Scarlet Pimpernel                                | Шовелен                        |
| 1999—2002 | с  | Всегда и для каждого                                           | Always and Everyone                                  | Роберт Кингсфорд               |
| 2001—2007 | с  | Судья Джон Дид                                                 | Judge John Deed                                      | Джон Дид                       |
| 2003      | тф | Смерть в духовном сане                                         | Death in Holy Orders                                 | Адам Далглиш                   |
| 2004      | тф | Комната убийств                                                | The Murder Room                                      | Адам Далглиш                   |
| 2007—2017 | с  | Инспектор Джордж Джентли                                       | Inspector George Gently                              | Джордж Джентли                 |
| 2007      | с  | Крэнфорд                                                       | Cranford                                             | Питер Дженкинс                 |
| 2008      | мс | Явления                                                        | Apparitions                                          | отец Джейкоб                   |
| 2010      | с  | Пуаро Агаты Кристи (Трагедия в трёх актах)                     | Agatha Christie's Poirot (Three Act Tragedy)         | сэр Чарльз Картрайт            |
| 2012      | с  | Театр представляет... (Сити Холл)                              | Playhouse Presents... (City Hall)                    | Пирс Хант                      |
| 2017      | ф  | 6 дней                                                         | 6 Days                                               | Деллоу                         |
| 2017      | с  | Страйк                                                         | Strike                                               | Тони Лэндри                    |

## Награды
В 1996 году Мартин Шоу получил две награды за роль лорда Артура Горинга в бродвейской постановке «Идеальный муж»:
- Лауреат премии «Драма Деск» в номинации «Лучший главный актёр в спектакле»
- Лауреат Международной театральной премии в номинации «Ансамблевое исполнение»